# مباريات الجوع: ألسنة اللهب
مباريات الجوع: ألسنة اللهب (بالإنجليزية: The Hunger Games: Catching Fire)‏ هو فيلم خيال علمي ومغامرة مقتبس عن رواية ألسنة اللهب وهي الرواية الثانية ضمن ثلاثية مباريات الجوع للكاتبة سوزان كولنز. الفيلم هو متمم ل مباريات الجوع وهو أيضاً الأصدار الثاني ضمن سلسلة أفلام مباريات الجوع. من إخراج فرانسيس لورانس وسيناريو بواسطة سايمون بيفوي ومايكل أرنت. الفيلم من بطولة جينفير لورنس وجوش هوتشرسن وليام همشورث ووودي هارلسون وإليزابيث بانكس وستانلي توكسي وفيليب سيمور هوفمان ودونالد سثرلاند.
لايون غيت أعطت الضوء الأخضر لإنتاج الفيلم قبل أشهر من عرض مباريات الجوع. لكن تصوير الفيلم لم يبدأ إلا في 10 سبتمبر 2012 بعد انسحاب المخرج غاري روس من المشروع وتعيين فرانسس لورنس بدلاً عنه. طرح الفيلم في الشرق الأوسط في 21 ديسمبر، 2013، وفي الولايات المتحدة في 22 نوفمبر، 2013، في دور العرض التقليدية والآيماكس. كحال الجزء الأول تلقى الفيلم مراجعات إيجابية من النقاد مع مديح لأداء جينفير لورنس، كما حقق نجاح كبير في شبابيك التذاكر.
الجزء الثالث مباريات الجوع: الطائر المقلد - الجزء الأول صدر في 21 نوفمبر، 2014، على أن يتبعه الفصل الأخير مباريات الجوع: الطائر المقلد - الجزء الثاني في 20 نوفمبر، 2015.

## القصة
بعد فوزها بالنسخة الرابعة والسبعين من مباريات الجوع تعود كاتنيس إيفردين إلى مقاطعتها آمنة برفقة زميليها الفائز أيضاً بيتا ميلاريك. لكن الفوز يعني ترك الآن على الاثنان ترك عائلاتهم وأصدقائه والانطلاق في «جولة المنتصر». خلال ذلك تحس كاتنيس بإن المقاومة بدأت تقوى. لكن الكابيتول مازلت تسطير بقوة على المقاطعات حيث يحضر الرئيس سنو للنسخة الخامسة والسبعين من مباريات الجوع والتي يمكن أن تغير وجه بانيم إلى الأبد.

## طاقم التمثيل
- جينفير لورنس في دور «كاتنيس إيفردين»
- جوش هوتشرسن في دور «بيتا ميلاريك»
- ليام هيمسورث في دور «غايل هاوثهورن»
- وودي هارلسون في دور «هايميتش أبرناثي»
- إليزابيث بانكس في دور «إيفي ترنكيت»
- ليني كرافيتز في دور «سيّنا»
- فيليب سيمور هوفمان في دور «بلوتارك هيفنزبي»
- جيفري رايت في دور «بيتي لاتير»
- ستانلي توكسي في دور «سيزار فليكرمان»
- دونالد سثرلاند في دور «الرئيس سنو»
- توبي جونز في دور «كلاوديوس تمبلسميث»
- جينا مالون في دور «جوانا ميسون»

## الاستقبال النقدي
تلقى الفيلم إشادة كبيرة من النقاد. حالياً حاصل على 90% مراجعات إيجابية على موقع الطماطم الفاسدة بناءً على 240 مراجعة مع متوسط تقييم 10/7.5. على ميتاكريتيك الفيلم حاصل على 100/76 بناء على 10 مراجعات.

## روابط خارجية
- مباريات الجوع: ألسنة اللهب على موقع IMDb (الإنجليزية)
- مباريات الجوع: ألسنة اللهب على موقع ميتاكريتيك (الإنجليزية)
- مباريات الجوع: ألسنة اللهب على موقع الموسوعة البريطانية (الإنجليزية)
- مباريات الجوع: ألسنة اللهب على موقع روتن توميتوز (الإنجليزية)
- مباريات الجوع: ألسنة اللهب على موقع نتفليكس (الإنجليزية)
- مباريات الجوع: ألسنة اللهب على موقع قاعدة بيانات الأفلام العربية
- مباريات الجوع: ألسنة اللهب على موقع ألو سيني (الفرنسية)
- مباريات الجوع: ألسنة اللهب على موقع Turner Classic Movies (الإنجليزية)
- مباريات الجوع: ألسنة اللهب على موقع أول موفي (الإنجليزية)
- مباريات الجوع: ألسنة اللهب على موقع بوكس أوفيس موجو (الإنجليزية)